# Kubik (metr sześcienny)

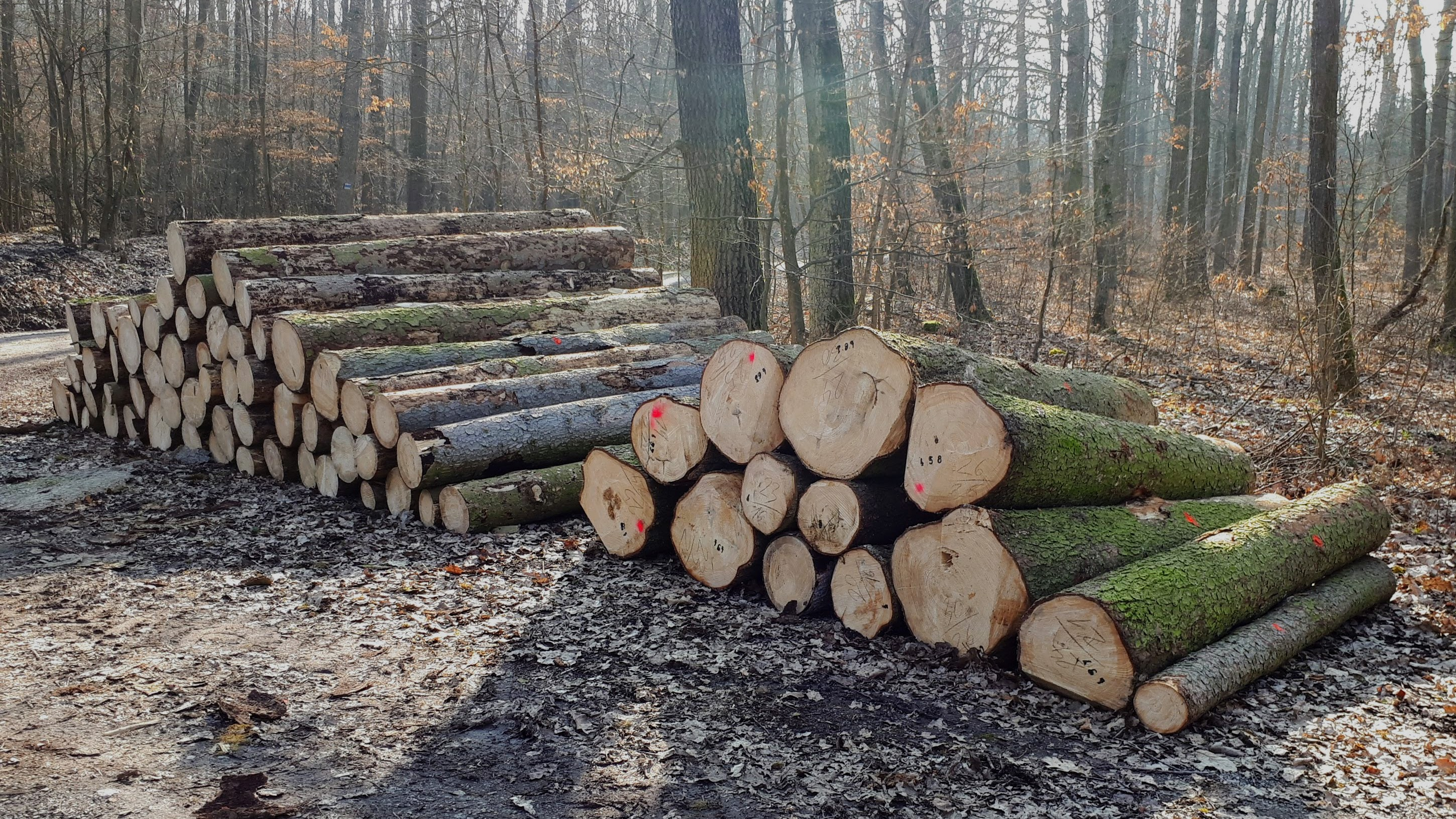
Drewno ułożone w lesie w stosach

Kubik (z gr. κύβος sześcian) – potoczna nazwa metra sześciennego, miary objętości.

## Leśnictwo
W leśnictwie termin ten stosowany jest do określania objętości drewna „netto”, to znaczy bez pustej przestrzeni między złożonymi w stos kłodami. To rozróżnienie jest istotne, ponieważ kubik tego surowca zajmuje mniej miejsca niż metr przestrzenny. Dla różnych gatunków i sortymentów drzewnych 1 metr przestrzenny może zawierać od 0,25 do 0,78 kubika (to znaczy kubik drewna zajmować może nawet cztery metry przestrzenne). Miara ta stosowana jest też w papiernictwie i przemyśle drzewnym (ilość desek produkowanych przez tartak mierzy się w kubikach). Masa kubika drewna wynika z jego gęstości, w stanie świeżo ściętym gęstość drewna wynosi od ok. 700 do ponad 1000 kg/m³, w stanie powietrznosuchym (wilgotność 15%) 1 m³ drewna to od ok. 400 do ponad 800 kg.

## Budownictwo
W budownictwie niekiedy w kubikach mierzy się ilość betonu. Przyjmuje się, że 1 kubik betonu to najczęściej 2300 kg.

## Inne znaczenia
Kubikiem nazywa się też przedmioty w kształcie prostopadłościanu. Wyraz ten w tym znaczeniu jest zwykle używany w środowisku architektów i projektantów, a także w muzealnictwie i wystawiennictwie (jako określenie sześciennej lub prostopadłościennej gabloty).